# UBlock Origin
uBlock Origin è un'estensione per browser libera e open-source che permette di bloccare gli annunci pubblicitari. L'estensione è disponibile per diversi browser: Chrome, Chromium, Edge, Firefox, Opera e le versioni di Safari precedenti alla 13. uBlock Origin ha ricevuto elogi da diversi siti Web specializzati, e risulta essere molto meno dispendioso in termini di memoria rispetto ad altre estensioni con funzioni simili. Lo scopo dichiarato di uBlock Origin è quello di fornire agli utenti i mezzi per filtrare a proprio piacimento i contenuti pubblicitari.